# Noong Luống
Noong Luống là một xã thuộc huyện Điện Biên, tỉnh Điện Biên, Việt Nam.

## Địa lý
Xã Noong Luống nằm ở trung tâm huyện Điện Biên, cách thành phố Điện Biên Phủ khoảng 12 km, có vị trí địa lý:
- Phía đông giáp xã Noong Hẹt
- Phía tây giáp xã Pa Thơm
- Phía nam giáp xã Sam Mứn
- Phía bắc giáp xã Thanh Yên.

Xã Noong Luống có diện tích 21,25 km², dân số năm 2022 là 5.379 người, mật độ dân số đạt 235 người/km².

## Hành chính
Xã Noong Luống được chia thành 6 thôn: A1, A2, Đại Thanh, Đại Thành, Hưng Biên, Thanh Sơn và 10 bản: Co Luống, Co Nôm, Huổi Phúc, Liếng, Lún, Noong Luống, Nôm, On, Thanh Chính, U Va.

## Lịch sử
Năm 1955, thành lập xã Noong Luống trên cơ sở một phần của xã Noong Hẹt.
Ngày 6 tháng 9 năm 2012, UBND tỉnh Điện Biên ban hành Quyết định số 819/QĐ-UBND về việc thành lập Bản Lún A và Bản Lún B trên cơ sở toàn bộ Bản Lún.
Ngày 10 tháng 7 năm 2019, HĐND tỉnh Điện Biên ban hành Nghị quyết số 116/NQ-HĐND về việc:
- Sáp nhập một phần của Bản Nôm vào bản Co Nôm.
- Sáp nhập bản Huổi Sen vào Bản Nôm phần còn lại của Bản Nôm.
- Sáp nhập thôn Thanh Bình vào thôn Thanh Sơn.
- Sáp nhập thôn Thanh Xuân vào Thôn A2.
- Sáp nhập một phần của bản Liếng và bản Na Men vào bản Huổi Phúc.
- Sáp nhập một phần của bản Lún A vào phần còn lại của Bản Liếng.
- Thành lập Bản Lún trên cơ sở Bản Lún B và phần còn lại của Bản Lún A.
- Sáp nhập bản Hua Ná vào bản Co Luống.
- Sáp nhập thôn Minh Tân vào bản Thanh Chính.
- Sáp nhập một phần của bản Phiêng Quái vào thôn Hưng Biên.
- Sáp nhập phần còn lại của bản Phiêng Quái vào bản Noong Luống.